# ميكي كروجر
ميكي كروجر (بالألمانية: Mieke Kröger)‏ (و. 1993  م) هي دراجة ألمانية، ولدت في بيلفلد، شاركت في ركوب الدراجات في الألعاب الأولمبية الصيفية 2016.

## سباقات أو مراحل فاز بها
| التاريخ        | السباق                                                      | المركز                  |
| -------------- | ----------------------------------------------------------- | ----------------------- |
| 01 يناير 2011  | سباق الزمن على الطريق للشابات في بطولة العالم 2011          |                         |
| 05 أغسطس 2012  | Tour de Bochum 2012                                         | الفائز في التصنيف العام |
| 09 أغسطس 2012  | 2012 European Road Cycling Championships Women U23 ITT      |                         |
| 10 يوليو 2014  | سباق الزمن لأقل من سنة للسيدات - بطولة أوروبا للدراجات 2014 | الفائز في التصنيف العام |
| 26 يونيو 2015  | سباق الدراجات ضد الساعة للسيدات في بطولة ألمانيا 2015       | الفائز في التصنيف العام |
| 06 أغسطس 2015  | سباق الزمن لأقل من سنة للسيدات - بطولة أوروبا للدراجات 2015 | الفائز في التصنيف العام |
| 26 يونيو 2016  | سباق الطريق للسيدات في بطولة ألمانيا 2016                   | الفائز في التصنيف العام |
| 08 أبريل 2018  | هيلثي أجينج تور 2018                                        | السابع في تصنيف النقاط  |
| 14 أبريل 2019  | هيلثي أجينج تور 2019                                        | الثامن في تصنيف النقاط  |
| 28 يونيو 2019  | سباق الدراجات ضد الساعة للسيدات في بطولة ألمانيا 2019       |                         |
| 21 يوليو 2019  | 2019 BeNe Ladies Tour                                       | الرابع في التصنيف العام |
| 13 سبتمبر 2019 | لوتو بلجام تور 2019                                         | الفائز في التصنيف العام |
| 23 يونيو 2023  | سباق الزمن على الطريق للسيدات في بطولة ألمانيا 2023         | الفائز في التصنيف العام |
| 21 يونيو 2024  | سباق الزمن على الطريق للسيدات في بطولة ألمانيا 2024         | الفائز في التصنيف العام |

## روابط خارجية
- ميكي كروجر على موقع الاتحاد الدولي للدراجات (الإنجليزية)
- ميكي كروجر على موقع أرشيف الدراجات (الإنجليزية)
- ميكي كروجر على موقع إحصائيات الدراجات الإحترافية (الإنجليزية)
- ميكي كروجر على موقع نسبة الدراجات (الإنجليزية)
- ميكي كروجر على موقع CycleBase (الإنجليزية)
- ميكي كروجر على موقع أوليمبيديا (الإنجليزية)
- ميكي كروجر على موقع اللجنة الأولمبية الألمانية (الألمانية)